# Drenaje profundo
Drenaje profundo es una miniserie de televisión mexicana creada y producida por Benjamín Salinas Sada y Roberto González, bajo la dirección de Julián Antuñano y Conrado Martínez y los guiones a cargo de Rodrigo Ordóñez, Marcelo Tobar, Alejandro Gerber, Alonso Ruiz Palacios, Alejandra Olvera, Javier Peñalosa, Genaro Quiroga y Larissa Andrade. Realizada para la empresa TV Azteca en asociación con MGM Network Latin America. Fue estrenada el lunes 4 de octubre por Azteca 7, en Estados Unidos por Azteca America, como el primer proyecto de Azteca Series.
Protagonizada por Juan Pablo Medina, Ana Serradilla, Rodrigo Murray y Elizabeth Cervantes.

## Sinopsis
Un accidente en el metro es el inicio para que un grupo de policías, descubra un extraño e inexplicable misterio, que irá directo hacia el drenaje de la ciudad. El primer involucrado es Ulises, quién tras investigar el accidente y al perseguir a un hombre, es golpeado por este último y cae al alcantarillado, en donde descubre que hay gente viviendo debajo de las calles, tras conocer a Yamel, una mujer que al verla, oculta grandes misterios.

## Elenco

### Principales
- Juan Pablo Medina es Ulises: Oficial de la PF, tras perseguir a un hombre, descubre que hay gente viviendo en el drenaje.
- Ana Serradilla es Yamel: Una de las personas que viven en el drenaje, es joven, pero guarda varios misterios sobre ella misma.
- Rodrigo Murray es Erik: Comisario de la PF, un hombre serio y honestamente rudo, enamorado de Rita, una de las policías.
- Elizabeth Cervantes es Rita: Policía capacitada en la investigación, madre soltera, pone a su hija sobre todas las cosas.

### Secundarios
- Enrique Novi es Igor Álvarez: Científico jubilado, vive en el drenaje.
- Fernando Becerril es Román Milosz: Dueño de una corporación medicinal.
- Patricia Garza es Lorena: Hija de Milosz, novia de Ulises.
- Luis Miguel Lombana es Jacobo: Asistente de Milosz, le tiene envidia.
- Julia Urbini es Renata: La única niña que vive en el drenaje, estuvo presente en el accidente.
- Hugo Albores es Héctor: Asistente de Igor, vive en el drenaje, experto en explosivos.
- Arleta Jeziorka es Ángela: Trabaja para Milosz, mujer fría y calculadora, respondiendo a las órdenes de Milosz.
- Cecilia Piñeiro es Celia: Reportera de noticias, entregada a su profesión y capaz de traicionar a sus fuentes con tal de sacar alguna información.
- Germán Valdés III es Diego: Vive en el drenaje por venganza en contra de su padre, ayudante de Igor.
- Manuel Foyo es "El rolas": Oficial de la PF, encargado de investigar por vía tecnológica, toda lo posible información de cada caso, aunque siempre ha querido estar en el campo igual que sus compañeros.
- Wilebaldo Bucio es Dávila: Oficial de la PF,serio pero algo torpe, trata de sobresalir por su cuenta.
- Alexander Holtmann es Michael Hudson young

## Episodios
Cuenta con 20 episodios con duración de 40 minutos. Grabada en jefaturas, en el drenaje y en el metro de la Ciudad de México.